# Krasne, Mlîniv
Krasne (în ucraineană Красне) este un sat în comuna Vovnîci din raionul Mlîniv, regiunea Rivne, Ucraina.

## Demografie
Componența lingvistică a localității Krasne
     Ucraineană (99,68%)
     Alte limbi (0,32%)
Conform recensământului din 2001, majoritatea populației localității Krasne era vorbitoare de ucraineană (99,68%), existând în minoritate și vorbitori de alte limbi.